# Confessions (álbum de Alesana)
Confessions é o quinto álbum de estúdio da banda de post-hardcore norte-americana Alesana, que foi lançado no dia 21 de abril de 2015. Este é o primeiro álbum completo produzido pela gravadora que o vocalista da banda (Shawn Milke) fundou, Revival Recordings. A história da composição musical por trás do álbum desta vez trata do final da trilogia "Annabel", um conto escrito por Edgar Allan Poe que foi inspiração para o The Emptiness que foi lançado em 2010. Neste capítulo final da saga há a influência de uma série de livros da escritora Madeleine L'Engle chamada The Time Quintet, que inspirou a banda a compor as letras e a concepção do álbum com viagens no tempo. Até então, a história havia parado no lançamento do single Fatima Rusalka em dezembro de 2013, onde foi contado detalhes sobre o alter-ego da protagonista Annabel.

## Faixas
| N.º            | Título                           | Duração |  |
| 1.             | "It Was a Dark and Stormy Night" | 4:24    |  |
| 2.             | "The Acolyte"                    | 3:52    |  |
| 3.             | "Comedy of Errors"               | 6:16    |  |
| 4.             | "The Goddess"                    | 4:29    |  |
| 5.             | "Oh, How the Mighty Have Fallen" | 5:31    |  |
| 6.             | "The Puppeteer"                  | 7:22    |  |
| 7.             | "Fatal Optimist"                 | 3:27    |  |
| 8.             | "The Martyr"                     | 4:57    |  |
| 9.             | "Paradox"                        | 4:55    |  |
| 10.            | "Through the Eyes of Uriel"      | 4:14    |  |
| 11.            | "Catharsis"                      | 7:16    |  |
| Duração total: | Duração total:                   | 56:50   |  |